# Rezolucja Rady Bezpieczeństwa ONZ nr 530
Rezolucja Rady Bezpieczeństwa ONZ nr 530 została przyjęta jednomyślnie 19 maja 1983 r.
Po wysłuchaniu oświadczeń reprezentantów Nikaragui i innych państw członkowskich, Rada wyraziła głębokie zaniepokojenie sytuacją na granicy Honduras - Nikaragua i możliwą konfrontacją wojskową.
W rezolucji wyrażono również uznanie dla grupy Contadora i jej wysiłków na rzecz rozwiązania sytuacji w Ameryce Środkowej oraz wezwano ją by „nie szczędziła wysiłku” w celu znalezienia rozwiązań konfliktów w regionie.
Zwrócono się również do Sekretarza Generalnego z wnioskiem o informowanie Rady na temat rozwoju sytuacji.